# Hazel Hotchkiss-Wightman

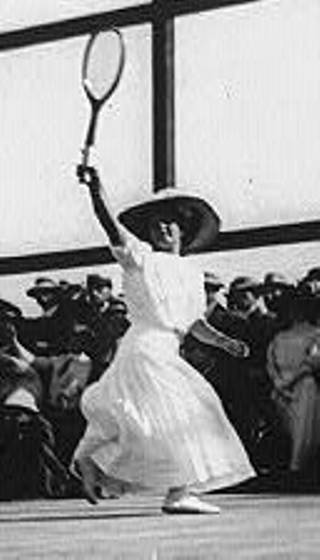
1910

Hazel Virginia Wightman geboren Hotchkiss (Healdsburg, 20 december 1886 – Chestnut Hill, 5 december 1974) was een tennisspeelster uit de Verenigde Staten. Zij speelde rechtshandig. Zij domineerde het Amerikaanse vrouwentennis van voor de Eerste Wereldoorlog en won 45 toernooien in de Verenigde Staten, waarvan de laatste op 68-jarige leeftijd.
Hotchkiss studeerde aan de Berkeley-universiteit van Californië, waar zij in 1911 haar graad behaalde. Op 24 februari 1912 trad zij in het huwelijk met George William Wightman. Het huwelijk werd in 1940 ontbonden, maar ook daarna heette zij nog steeds Mrs Wightman.
Wightman is het meest bekend geworden door het landenteamtoernooi voor vrouwen dat haar naam draagt: de Wightman Cup, een jaarlijks evenement van 1923 tot en met 1989, waarin een Brits en een Amerikaans tennisteam streden om de trofee: een zilveren vaas die Wightman uit eigen bezit ter beschikking had gesteld. Zij nam het initiatief tot dit toernooi omdat zij van mening was dat het vrouwentennis een tegenwicht nodig had voor de toenemende aandacht die het mannenteamtennis sinds het oprichten van de Davis Cup had gekregen. Vijfmaal – in 1923, 1924, 1927, 1929 en 1931 – nam zij zelf ook deel aan het Amerikaanse Wightman Cup-team – vier van de vijf keren wist haar team te zegevieren over de Britten. Vanaf de oprichting was zij captain van het team tot en met 1948.
In haar eigen tennisloopbaan won Wightman zeventien grandslamtitels: vier in het enkelspel, zeven in het vrouwendubbelspel en zes in het gemengd dubbelspel. In drie opeenvolgende jaren (1909–1911) won zij de U.S. Championships in alle drie disciplines. In 1919 was zij nummer één op de nationale ranglijst van de Verenigde Staten. Op de Olympische spelen van 1924 in Parijs won zij twee gouden medailles: een in het vrouwendubbelspel (samen met Helen Wills) en een in het gemengd dubbelspel (aan de zijde van Richard Norris Williams).
Wightman won haar laatste grandslamtitel op 41-jarige leeftijd (de U.S. Championships van 1928). Bij de senioren speelde zij nog door tot over haar zestigste jaar – in die periode won zij nog eens elf titels op seniorentoernooien. Als coach begeleidde zij aankomende speelsters, waaronder drie dames die later ook in de Tennis Hall of Fame werden opgenomen: Helen Wills, Pauline Betz en Sarah Palfrey.
In 1957 werd Wightman opgenomen in de internationale Tennis Hall of Fame. In 1973 werd zij, ter gelegenheid van de vijftigste verjaardag van de Wightman Cup, door koningin Elizabeth benoemd tot Commandeur in de Orde van het Britse Rijk. Zij overleed in 1974, in haar huis in Chestnut Hill, MA.

## Prestatietabel grandslamtoernooien
| Legenda | Legenda                          |
| ------- | -------------------------------- |
| g.t.    | geen toernooi gehouden           |
| l.c.    | lagere categorie                 |
| –       | niet deelgenomen                 |
| G       | uitgeschakeld in de groepsfase   |
| 1R      | uitgeschakeld in de eerste ronde |
| 2R      | uitgeschakeld in de tweede ronde |
| 3R      | uitgeschakeld in de derde ronde  |
| 4R      | uitgeschakeld in de vierde ronde |
| KF      | uitgeschakeld in de kwartfinale  |
| HF      | uitgeschakeld in de halve finale |
| F       | de finale verloren               |
| W       | het toernooi gewonnen            |
| w-v     | winst/verlies-balans             |

### Enkelspel
| Australian Open | g.t.           | g.t.           | g.t.           | g.t. | g.t. | –    |
| Roland Garros   | Frans toernooi | Frans toernooi | Frans toernooi | F.t. | F.t. | F.t. |
| Wimbledon       | g.t.           | g.t.           | g.t.           | g.t. | –    | 3R   |
| US Open         | W              | W              | W              | F    | W    | –    |

### Vrouwendubbelspel
| Australian Open | g.t.           | g.t.           | g.t.           | g.t. | g.t. | –    | –    | – | –  |
| Roland Garros   | Frans toernooi | Frans toernooi | Frans toernooi | F.t. | F.t. | F.t. | F.t. | – | –  |
| Wimbledon       | –              | –              | –              | g.t. | –    | –    | W    | – | 1R |
| US Open         | W              | W              | W              | W    | F    | F    | W    | W | –  |

### Gemengd dubbelspel
| Australian Open | g.t.           | g.t.           | g.t.           | g.t. | g.t. | g.t. | – | – |
| Roland Garros   | Frans toernooi | Frans toernooi | Frans toernooi | F.t. | F.t. | F.t. | – | – |
| Wimbledon       | g.t.           | g.t.           | g.t.           | g.t. | g.t. | –    | – | – |
| US Open         | W              | W              | W              | W    | W    | W    | F | F |